# Lotnictwo harcerskie

Rakietoplan harcerskich modelarzy HKMLiK

SP-BZP, pierwszy balon Harcerskiego Klubu Balonowego (najstarszy istniejący polski balon n.o.p.)

Lotnictwo harcerskie, harcerska specjalność lotnicza – specjalistyczna działalność organizacji harcerskich, związana z lotnictwem i po części także z astronautyką, a w szczególności takimi ich dziedzinami jak:
- szybownictwo,
- spadochroniarstwo,
- baloniarstwo,
- paralotniarstwo,
- modelarstwo lotnicze i kosmiczne,
- meteorologia lotnicza,
- wychowanie lotnicze, na wielu poziomach wiedzy i umiejętności,
- popularyzacja lotnictwa i astronautyki.

Stanowi ofertę programową dla każdej grupy metodycznej w harcerstwie.
Tradycyjnymi wyróżnieniami dla najlepszych harcerskich zespołów lotniczych o wieloletnim dorobku, są Husarskie Skrzydła przy lilijce na czapce lub berecie.

## Historia Harcerskiego Lotnictwa
Pierwsza harcerska drużyna lotnicza powstała w 1928, ale już w 1912 modelarstwo lotnicze było wykorzystywane w działalności harcerskiej (sprawność „Lotnik”).
W grudniu 1932 utworzono Referat Szybowcowy przy Głównej Kwaterze Męskiej. Równolegle zorganizowano teoretyczny kurs szybowcowy i Harcerski Klub Lotniczy. Wszystko w ramach przygotowań do harcerskiej wyprawy szybowcowej na IV Jamboree w Gödöllő, która okazała się wielkim sukcesem. W 1934 Ref. Szyb. zmienił nazwę na Referat Lotniczy przy GKH, powstały Harcerskie Warsztaty Szybowcowe, które do 1939 zbudowały kilkadziesiąt szybowców, a nawet jeden 1 samolot. W 1934 roku powstał też Referat Lotniczy przy Głównej Kwaterze Harcerek. Także przy komendach chorągwi zaczęły powstawać referaty lotnicze. Lata 1934–1939 to okres gwałtownego rozwoju harcerskiego lotnictwa. Powstało wiele drużyn (a nawet zuchowych gromad) lotniczych, w Łodzi powstał (1934) Harcerski Klub Szybowcowy, a w Krakowie powstała (1936) Harcerska Eskadra Lotnicza (z plutonem w Zakopanem). W 1936 rozpoczęła się też harcerska działalność sekcja spadochronowa. W 1938r. powstał Referat Lotniczy Komendy Głównej ZHP w Warszawie, kierownikiem Referatu Lotniczego Głównej Kwatery Harcerzy był harcmistrz Tadeusz Derengowski który był także pilotem szybowcowym z uprawnieniami instruktora. W tym samym roku w Szkole Szybowcowej W Tęgoborzu wyszkolono 40 osobową harcerzy i harcerek w czasie obozu harcerskiego zorganizowanego przez Referat Lotniczy Komendy Głównej ZHP, kierownikiem obozu był Tadeusz Derengowski, jednym z wyszkolonych harcerzy był Jan Magura.
Jednym z efektów rozwoju były m.in. sukcesy zlotowej drużyny (reprezentacji) lotniczej na V Jamboree w Vogelenzang. Ekipa składała się z grupy samolotowo-szybowcowej (3 samoloty, 2 szybowce), spadochronowej i modelarskiej. Skoki harcerskich spadochroniarzy były pierwszym zagranicznym występem polskich spadochroniarzy (były to też pierwsze skoki w Holandii). Podobnie pierwszym polskim występem na modelarskich zawodach międzynarodowych był udział (z sukcesami) harcerskiej ekipy modelarskiej.
(do uzupełnienia)
W maju 1945 w Bielsku-Białej utworzono Centralny Harcerski Ośrodek Szybowcowy.
(do uzupełnienia)

## Współczesność Harcerskiego Lotnictwa

### Związek Harcerstwa Polskiego
Koordynacją oraz wspieraniem działalności lotniczej w ZHP zajmuje się Inspektorat Lotniczy, działający w ramach Wydziału Wsparcia Specjalnościowego Głównej Kwatery ZHP. Przy wydziale działa Harcerski Klub Spadochronowy koordynujący działalność spadochronową w ZHP. Przy wydziale działają także: Kapituła Harcerskiego Znaku Spadochronowego, Kapituła Harcerskiego Znaku Balonowego, Kapituła Odznaki Harcerskiego Instruktora Lotniczego. W ZHP działają: Harcerski Klub Balonowy (z sekcją paralotniową), Harcerski Klub Modelarstwa Lotniczego i Kosmicznego, Harcerski Klub Lotniczy „Wzlot” oraz 6 drużyn lotniczych.

### Związek Harcerstwa Rzeczypospolitej
W ZHR działają 4 drużyny zajmujące się popularyzacją i modelarstwem lotniczym. Prowadzone jest także szkolenie spadochronowe w ramach „Szkoły Spadochronowej ZHR”.

### Inne organizacje
Elementy działalności lotniczej realizuje także Stowarzyszenie Harcerstwa Katolickiego „Zawisza” Federacja Skautingu Europejskiego.